# Викторов, Иван Александрович
Ива́н Алекса́ндрович Ви́кторов (род. 1 ноября 1995, Санкт-Петербург, Россия) — российский профессиональный баскетболист, играющий на позиции атакующего защитника.

## Карьера
Воспитанник санкт-петербургского «Спартака», прошёл все звенья клубной системы, в сезоне 2013/2014 был капитаном молодёжной команды клуба, а также привлекался к тренировкам основной команды.
В 2014 году заключил трёхлетнее соглашение с «Нижним Новгородом».
В октябре 2015 года Викторов был признан «Лучшим молодым игроком» Единой лиги ВТБ по итогам месяца.
19 января 2017 года стал известен основной состав сборной Единой молодёжной Лиги ВТБ для участия в «Матче молодых звёзд». Викторов был выбран в состав команды по итогам голосования тренеров команд-участниц молодёжной Лиги. В этом матче Иван провёл на площадке 17 минут и 42 секунды, записав на свой счёт 7 очков и 3 подбора.
В июле 2017 года перешёл в «Химки-Подмосковье». В 40 играх Суперлиги-1 в среднем набирал 7 очков, 3 подбора, 1 перехват и 1 передачу.
В июле 2018 года Викторов стал игроком «Енисея». В 22 матчах Единой лиги ВТБ Иван набирал в среднем 2,3 очков, 0,9 подбора и 0,3 передач.
В июле 2019 года Викторов продлил контракт с «Енисеем». В 18 играх Единой лиги ВТБ Иван набирал в среднем 2,1 очка, 1,0 подбора и 0,7 передачи. В 12 матчах Кубка Европы ФИБА его статистика составила 2,7 очка, 1,3 подбора и 0,7 передачи.
В июле 2020 года Викторов подписал с «Енисеем» новый контракт. Из-за тяжёлой травмы и перенесённой операции на голеностопе Иван пропустил большую часть сезона 2020/2021. В 8 матчах Единой лиги ВТБ статистика Ивана составила 4,1 очка, 1,0 подбора, 0,9 передачи и 0,8 перехвата.
В июле 2021 года Викторов продлил контракт с «Енисеем».
В июле 2024 года Викторов перешёл в «Динамо» (Владивосток).
В мае 2025 года Викторов продолжил карьеру в «Динамо» (Грозный).

## Сборная России
Летом 2013 года в составе юношеской сборной России вышел в четвертьфинал чемпионата Европы.
В 2015 году принял участие в чемпионате Европы среди юношей до 20 лет, проходившем в Италии. По итогам турнира молодёжная сборная России заняла 16 место.

## Личная жизнь
3 июня 2017 года в Санкт-Петербурге Иван Викторов и его девушка Наталья официально стали мужем и женой.

## Статистика
| Сезон                                                                                   | Команда         | Лига            | GP | GS | MPG | FG%  | 3P%  | FT%  | RPG | APG | SPG | BPG | PPG |  |
| 2014/15                                                                                 | Все клубы       | Все лиги        | 14 | 0  | 4,5 | 29,4 | 16,7 | 50,0 | 0,4 | 0,1 | 0,1 | 0,0 | 1,1 |  |
| 2014/15                                                                                 | Нижний Новгород | Единая лига ВТБ | 10 | 0  | 4,1 | 27,3 | 16,7 | 50,0 | 0,4 | 0,1 | 0,1 | 0,0 | 1,1 |  |
| 2014/15                                                                                 | Нижний Новгород | Евролига        | 4  | 0  | 5,4 | 33,3 | 0,0  | 50,0 | 0,5 | 0,3 | 0,0 | 0,0 | 1,3 |  |
| 2015/16                                                                                 | Все клубы       | Все лиги        | 35 | 2  | 7,7 | 38,2 | 27,8 | 75,0 | 0,6 | 0,3 | 0,2 | 0,0 | 1,7 |  |
| 2015/16                                                                                 | Нижний Новгород | Единая лига ВТБ | 23 | 2  | 9,4 | 40,0 | 30,3 | 75,0 | 0,8 | 0,3 | 0,3 | 0,0 | 2,6 |  |
| 2015/16                                                                                 | Нижний Новгород | Еврокубок       | 12 | 0  | 4,3 | 20,0 | 0,0  | 0,0  | 0,2 | 0,1 | 0,1 | 0,0 | 0,2 |  |
|                                                                                         |                 | Всего           | 49 | 2  | 6,8 | 36,1 | 26,2 | 63,6 | 0,6 | 0,2 | 0,2 | 0,0 | 1,6 |  |
| Наведите курсор мыши на аббревиатуры в заголовке таблицы, чтобы прочесть их расшифровку |                 |                 |    |    |     |      |      |      |     |     |     |     |     |  |